# Hennebont
Hennebont é uma comuna francesa na região administrativa da Bretanha, no departamento Morbihan. Estende-se por uma área de 18,56 km². Em 2010 a comuna tinha 16 259 habitantes (densidade: 876 hab./km²).